# Premi Bessie
I Premi Bessie (The New York Dance and Performance Awards) sono riconoscimenti annuali statunitensi, assegnati dal 1984 alle personalità legate alla danza contemporanea.

## Storia
I premi furono istituiti nel 1984 da David White del Dance Theatre Workshop di Manhattan in onore di Bessie Schönberg, influente insegnante di danza. I vincitori comprendono  coreografi, interpreti, compagnie, produzioni, compositori, designers, e personalità di rilievo che lavorano allo sviluppo della danza contemporanea nel mondo. Il riconoscimento è accompagnato da un premio in denaro di 500  dollari elargito dalla Fondazione Doris Duke.
Un comitato di selezione, composto da artisti, produttori e scrittori, seleziona i candidati basandosi sulle opere di danza rappresentate a New York nel corso dell'anno. L'assegnazione dei premi è affidata a una giuria di personalità della danza newyorkese. La serata di gala si svolge a Manhattan nel mese di dicembre.

## I premi
- Miglior coreografo/creatore (Outstanding Choreographer/Creator)
- Miglior coreografo emergente (Outstanding Breakout Choreographer)
- Miglior interprete (Outstanding Performer)
- Miglior produzione (Outstanding Production)
- Miglior reinterpretazione (Outstanding Revival)
- Miglior suono o composizione musicale (Outstanding Sound Design or Musical Composition)
- Miglior visual design (Outstanding Visual Design)
- Premio alla carriera (Lifetime Achievement Award):
- Premio al lavoro nel campo della danza (Service to the Field of Dance Award)
- Premio Angelo Bessie (Bessies Angel Award) – rivolto a personalità che lavorano per sostenere la danza
- Premio della giuria (Bessies Juried Award) – rivolto ai coreografi

## Vincitori
- Alvin Ailey American Dance Theater (2008)
- Pina Bausch (1984)
- Trisha Brown (1984, 1986)
- Powers Boothe (1984, 1989)
- David Byrne (2020)
- Lucinda Childs (2001)
- Herman Cornejo (2013)
- Merce Cunningham (1986, 1993)
- George Faison (2021)
- William Forsithe (1988, 1999, 2004, 2007)
- Peter Gordon (1985)
- Bill T. Jones (1986, 1989, 2001, 2007)
- Akram Khan (2014)

- Anne Teresa De Keersmaeker (1987, 1999)
- Maguy Marin (2008)
- Meredith Monk (1985, 2005)
- Mark Morris (1984, 1990, 2007)
- Ohad Naharin (2002, 2004)
- Steve Paxton (1987, 1995, 2015)
- Angelin Preljocaj (1997)
- Steve Reich (1986)
- Yvonne Rainer (2000)
- Paul Taylor (2012)
- Saburo Teshigawara (2007)
- Wim Vandekeybus (1988, 1990)
- Robert Wilson (1987)
- Simphiwe Dana with Giuliano Modarelli, and Complete Quartet (2014)[4]